# Drensteinfurt
Drensteinfurt é uma cidade da Alemanha, localizado no distrito de  Warendorf, Renânia do Norte-Vestfália. Possui uma população de 15.259 habitantes.

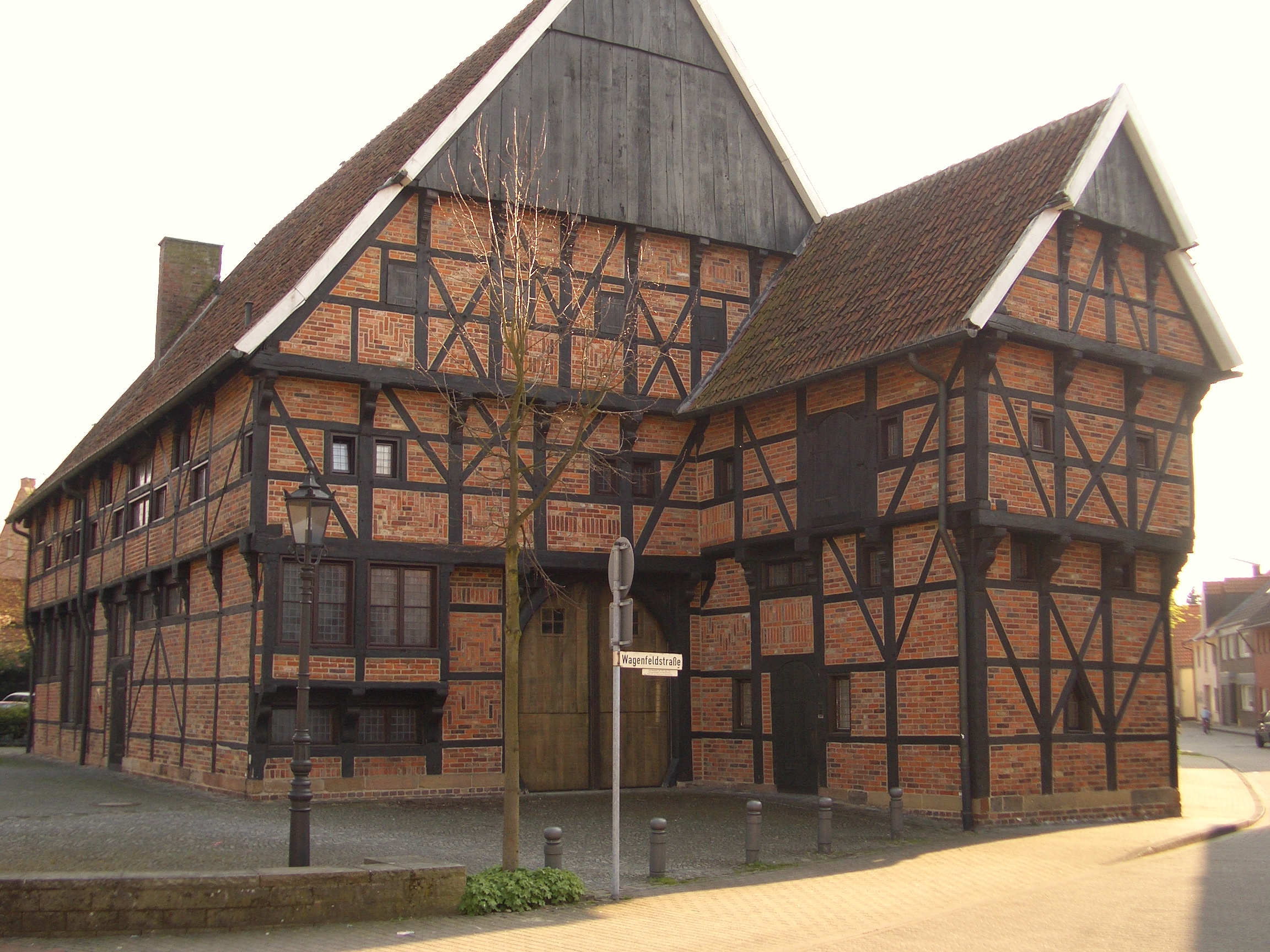
Arquitetura de Drensteinfurt

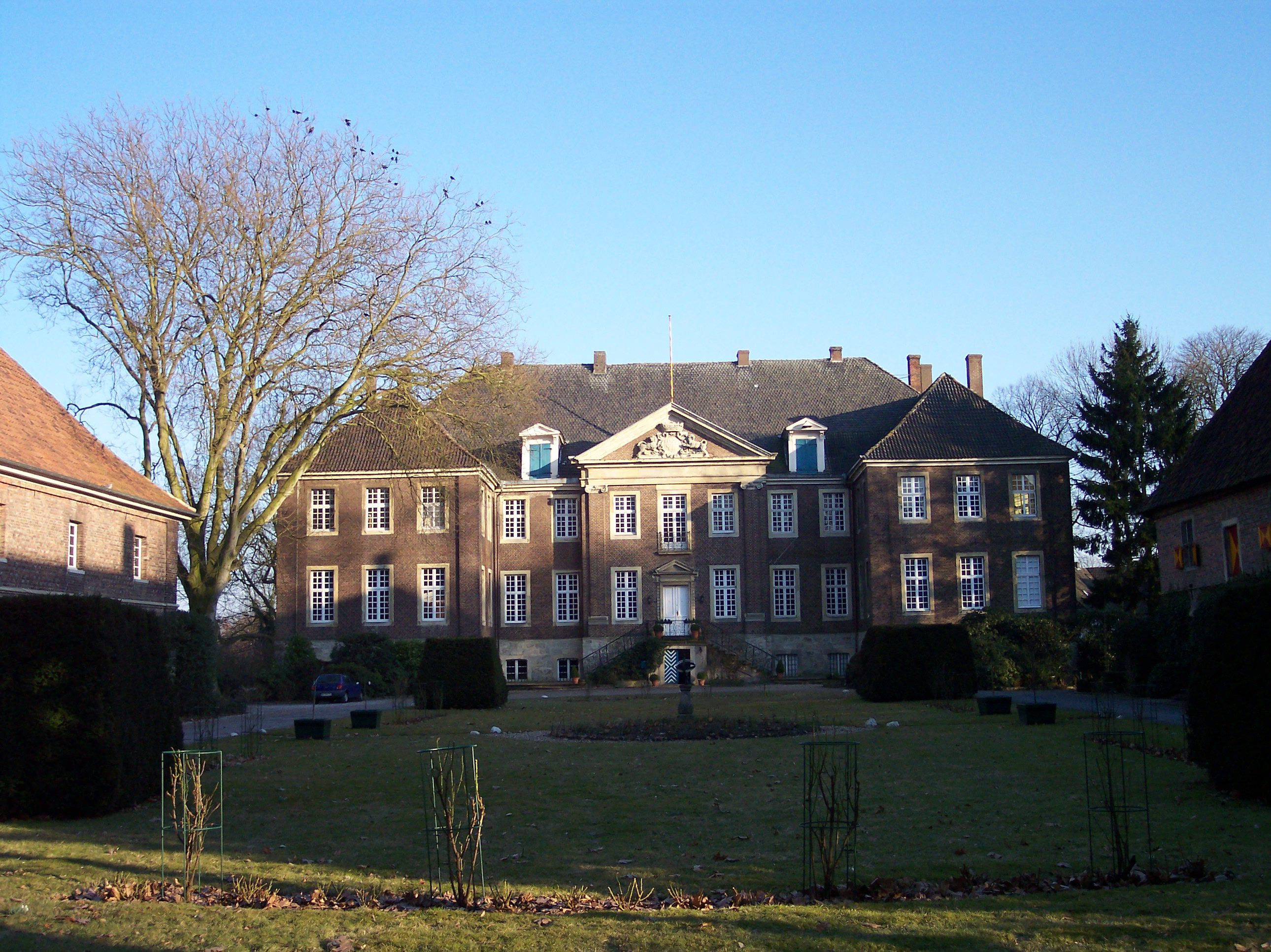
Arquitetura de Drensteinfurt